# يحيى محمود بن جنيد
يحيى محمود بن جنيد (ولد 1367 هـ / 1947 م) باحث وكاتب سعودي متخصِّص في المكتبات والمعلومات، ورئيس مركز البحوث والتواصل المعرفي. والأمين العام لمركز الملك فيصل للبحوث والدراسات الإسلامية سابقًا.
له اهتمام بالرصد الببليوجرافي للحركة الأدبية في السعودية، ونشر أعماله الأولى باسم (يحيى الساعاتي) نسبةً إلى مهنة والده في تجارة الساعات وإصلاحها، ويُلقَّب في الوسط الثقافي بـ «شيخ المكتبيين». عُني بالمخطوطات الإسلامية، وله مؤلفات عديدة في التاريخ الإسلامي القديم والحديث، وفي المكتبات والمخطوطات والبيبلوجرافيا، وفي الأدب العربي. أسس ورأسَ العديد من المراكز والمؤسسات العلمية والثقافية في المملكة العربية السعودية.

## ولادته وتحصيله
ولد أبو حيدر، يحيى بن محمود بن زين الدين بن جُنَيد آل فيض العباسي الهاشمي في مكة المكرمة، يوم الأحد 18 المحرَّم 1367هـ الموافق 1 ديسمبر 1947م، لأسرة مقرُّها المدينة المنوَّرة، وكان انتقل والدُه منها إلى مكة المكرمة.
درس يحيى المرحلة الأولى من الابتدائية فيها، ثم انتقل والدُه مرَّة أُخرى مع أسرته إلى مدينة الطائف، ليكملَ تعليمه العامَّ هناك. وكان والده من أوائل من عملوا بها في تجارة الساعات وإصلاحها منذ عام 1959. وحين تعبئة استمارة الشهادة الابتدائية نسبه مدير المدرسة إلى مهنة أبيه (يحيى محمود الساعاتي)، فعُرف بهذه النسبة دون سائر إخوته وأبناء عمومته! ونشر كتبه ومقالاته الأولى بها، إلى أن تخلَّى عنها نحو عام 1415هـ/ 1994م.
انتقل إلى الرياض لمتابعة دراسته الجامعية، فتخرَّج في قسم اللغة العربية وآدابها من كلية الآداب بجامعة الملك سعود عام 1389هـ/ 1969م. ثم حصل على شهادة ماجستير آداب في المكتبات والمعلومات من جامعة ميزوري بالولايات المتحدة الأمريكية عام 1396هـ/ 1976م. وعلى شهادة دكتوراه في المكتبات والوثائق من كلية الآداب بجامعة القاهرة عام 1403هـ/ 1983م.

## عمله ووظائفه
عمل أمين مكتبة في جامعة الملك سعود 1389- 1391هـ، فرئيسًا لقسم المخطوطات بجامعة الملك سعود 1391- 1393هـ، ورئيسًا لقسم التزويد في عمادة شؤون المكتبات بالجامعة 1396- 1400هـ. ثم انتقل للعمل في جامعة الإمام محمد بن سعود الإسلامية أستاذًا للمكتبات في كلية العلوم الاجتماعية، فرئيسًا لقسم المكتبات والمعلومات بالكلية 1404- 1407هـ/ 1984- 1987م. وهو عضو المجلس العلمي بجامعة الإمام محمد بن سعود الإسلامية. ثم عمل مستشارًا في مكتبة الملك فهد الوطنية ومشرفًا على مرحلة التشغيل فأمينًا للمكتبة 1407- 1416هـ/ 1987- 1996م.
تولى رئاسة تحرير عدد من المجلات والدوريات العلمية والثقافية منها: مجلة عالم الكتب عند تأسيسها عام 1400هـ/ 1980م، ومجلة عالم المخطوطات والنوادر، ومجلة الفيصل الثقافية، ومجلة الفيصل العلمية، ومجلة الفيصل الأدبية، ومجلة الإسلام والعالم المعاصر، ومجلة اقرأ التابعة لصحيفة البلاد بمدينة جُدَّة، ومجلة مكتبة الملك فهد الوطنية النصف الأول من 1416هـ.
اختير عضوًا في مجلس الشورى السعودي بين عامي 1418- 1421هـ/ 1997- 2000م، وعضوًا في مجلس الأمناء بمكتبة الملك فهد الوطنية، وعضوًا في مؤسسة آل البيت للفكر الإسلامي، وعضوَ مجلس إدارة النادي الأدبي بالرياض، وعضوَ اللجنة الاستشارية بالجمعية العربية السعودية للثقافة والفنون.
عُيِّن أمينًا عامًّا لمركز الملك فيصل للبحوث والدراسات الإسلامية، واستمر في عمله سنوات طويلة، ثم أسس ورأسَ مركز البحوث والتواصل المعرفي بالرياض.

## نشاطاته
- عضو مجلس أمناء مجمع الملك سلمان العالمي للغة العربية.[16]

- عضو مجلس أمناء مجمع الملك عبد العزيز للمكتبات الوقفية.
- عضو مجلس الأمناء بمكتبة الملك فهد الوطنية.
- عضو اللجنة العلمية بمكتبة الملك عبد العزيز العامة بالرياض.
- عضو هيئة تحرير حولية المكتبات والمعلومات، كلية العلوم الاجتماعية بجامعة الإمام محمد بن سعود الإسلامية (1405هـ).
- عضو هيئة تحرير مجلة الدرعية.
- عضو هيئة تحرير مجلة التوباد.
- عضو هيئة تحرير مجلة الدارة.
- عضو هيئة تحرير مجلة العقيق.
- عضو الهيئة الاستشارية لمجلة تراثيات (مصر).
- عضو اللجنة العامة للمعلومات الطبية والصحية في وزارة الصحة.
- حاضر في معهد الإدارة العامة، وكلية الآداب للبنات بالرياض، وكلية الملك فهد الأمنية.
- حاضر في دورات علمية في مركز جامعة الماجد في دبي، ومركز زايد للتراث في العين (الإمارات).
- حاضر في دورات تدريبية نظمتها مؤسسة الملك عبد العزيز ومؤسسة الفرقان في القاهرة وإسطنبول، والدار البيضاء والرباط.
- حاضر في دورات تدريبية في مركز الملك فيصل للبحوث والدراسات الإسلامية.

## مؤلفاته وآثاره
1. أبو محمد البطال، ط4، الرياض، دار الرفاعي، 1409هـ/ 1989م، 47 ص.
2. الأدب العربي في المملكة العربية السعودية: ببليوجرافيا، الرياض، دار العلوم، 1399هـ، 174ص.
3. إشكالية الفقد القسري للمعلومات عن الكتاب العربي، الرياض، دار العلوم، 1412هـ/ 1992م، 93ص.
4. أمير المؤمنين الإمام المستعصم بالله 640-656 (رؤية تصحيحية)، بيروت، الدار العربية للموسوعات، 1426هـ/ 2005م.[17]
5. إهداء اللطائف من أخبار الطائف، تأليف: حسن بن علي العجيمي، تحقيق يحيى محمود بن جنيد، ط2، الطائف، دار ثقيف للنشر والتأليف، 1400هـ/ 1980م، 111 ص.
6. جذوة الاقتباس في نسب بني العباس لمحمد مرتضى الزبيدي، تحقيق يحيى محمود بن جنيد، بيروت: الدار العربية للموسوعات، 1426هـ/ 2005م.
7. حركة التأليف والنشر في المملكة العربية السعودية 1390 - شعبان 1399هـ ببليوجرافيا موضوعية ودراسة تحليلية، الرياض، النادي الأدبي 1399هـ/ 1979م، 269 ص.
8. الحياة الثقافية في مكة المكرمة في القرن التاسع عشر الميلادي، الرياض، مؤسسة اليمامة، كتاب الرياض.
9. حمد الجاسر: دراسة مع ببليوجرافيا مختارة من أعماله المتعلقة بالجزيرة العربية، الرياض، النادي الأدبي، 1407هـ/ 1987م، 47ص.
10. رفع الباس عن بني العباس لجلال الدين السيوطي، تحقيق يحيى محمود بن جنيد، في: عالم المخطوطات والنوادر، مج 8 ع 2 (رجب - ذو الحجة 1424هـ)، ص ص 274-368.
11. صورة الحياة العلمية في القرن التاسع الهجري من خلال الضوء اللامع، الرياض، دار العلوم، 1412هـ/ 1992م، 87ص.
12. الطباعة في شبه الجزيرة العربية في القرن التاسع عشر الميلادي، الرياض، دار أجأ، 1419هـ.
13. العرب في آسيا الوسطى، الوجود الإثني والتجذير الثقافي، عمان، دار الحامد، 2000م.
14. قراءات في ملامح الزمن، الرياض، دار ابن حزم، 1417هـ/ 1996م.
15. كيف ورثنا الأمية: أسس الحضارة وعوامل السقوط، الرياض، دار العلوم، 1408هـ/ 1988م، 95 ص.
16. من يقرأ المصباح، الرياض، مؤسسة اليمامة الصحفية، 1415هـ/ 1994م (كتاب الرياض، 7) 168ص.
17. مخطوطات جامعة الرياض: نشرة خاصة بمخطوطات السيوطي، الرياض، جامعة الملك سعود، المكتبة العامة، قسم المخطوطات والوثائق، (1393هـ/ 1973م) 45ص.
18. مؤلفات ومراجع عن المملكة العربية السعودية، بالاشتراك مع عبد الله بن سالم القحطاني، الرياض، مطابع الجزيرة، 1391هـ/ 1973م، 143ص.
19. النشر في المملكة العربية السعودية: مدخل لدراسة، الرياض، مكتبة الملك فهد الوطنية، 1414هـ/ 1993م، (مطبوعات مكتبة الملك فهد الوطنية ـ السلسلة الأولى 3) 79 ص.
20. وضعية المخطوطات في المملكة العربية السعودية إلى عام 1408هـ، الرياض، مكتبة الملك فهد الوطنية، 1414هـ/ 1993م، (مطبوعات مكتبة الملك فهد الوطنية ـ السلسلة الأولى 10) 52 ص.
21. الوقف والمجتمع، نماذج وتطبيقات من التاريخ الإسلامي، الرياض، مؤسسة اليمامة الصحفية، 1417هـ (كتاب الرياض، 39).
22. الوقف وبنية المكتبة العربية: استبطان للموروث الثقافي، الرياض، مركز الملك فيصل للبحوث والدراسات الإسلامية، 1408هـ، 2238.
23. المجتمع العربي من سيادة العلم إلى وحل الخرافة. دار الغرب الإسلامي، 2010م.[18]
24. تحقيق كتاب (بيان مراحل الحج من «تلو» رحلة مصفى فقير الله العباسي إلى الحج سنة 1764م). مركز الملك فيصل للبحوث والدراسات الإسلامية، 2016م.
25. سيرة الإمام أبي سعيد السمعاني التميمي المروزي من كتابه الأنساب. مركز الملك فيصل للبحوث والدراسات الإسلامية، 2016م.[19]
26. سيدة عصرها: الكاتبة شُهدة. دار جداول، 2017م.[20]
27. أبو سعد السمعاني وعالمية الثقافة العربية جنيد. مركز البحوث والتواصل المعرفي، 2017م.[21]
28. جدلية الرواق: أزمنة العمارة المكية للمسجد الحرام. دار الغرب الإسلامي، 2022م.[22]

## بحوثه ودراساته
1. «ابن فهد المكي، وكتابه تحفة اللطائف». ــ الفيصل، ع16 (شوال 1398هـ/ سبتمبر 1978م) ص ص 72-77.
2. «ابن الفوطي: أنموذج أمين المكتبة في التاريخ الإسلامي» حولية المكتبات والمعلومات (جامعة الإمام) مج 2 (1410هـ/ 1990م) ص ص 147-176.
3. «أبو علي الغساني، حياته وكتابه تقييد المهمل» ملف اليمامة الثقافي، ع2 (ذو القعدة 1392هـ/ ديسمبر 1972م) ص ص 76-83.
4. «الآثار في المملكة العربية السعودية: ببليوجرافيا» الدارة، س5، ع2 (محرم 1400هـ - ديسمبر 1979م) ص ص 295-323.
5. «أدب الرافعي» المنهل، ج11، س 37 مج 32 (ذو القعدة 1391هـ).
6. «الاكتفاء وبعض نسخ المخطوطة» المنهل، ج11، س 38 مج 33 (ذو القعدة 1392هـ).
7. «تاريخ طباعة القرآن الكريم بالعربية في أوروبا» عالم الكتب، مج 15، ع5 (الربيعان 1415هـ/ سبتمبر - أكتوبر 1994م) ص ص 516-525.
8. «تحقيق المخطوطات دراسة للأدب المنشور» عالم الكتب، مج8، ع3 (محرم 1408هـ/ سبتمبر 1987م) ص ص 308-328.
9. «توفيق الحكيم والسيرة الذاتية» ملف اليمامة الثقافي، ع1، (ذو الحجة 1391هـ/ يناير 1972م) ص ص 45-53.
10. «حركة التأليف والنشر في المملكة العربية السعودية خلال عام 1400هـ» عالم الكتب، مج4، ع1 (رجب 1403هـ/ إبريل 1983م) ص ص 46-62.
11. «دلالة النصوص الهامشية في المخطوطات المتداولة في منطقة نجد خلال القرن الثالث عشر الهجري» مجلة جامعة الإمام محمد بن سعود الإسلامية، ع5 (المحرم 1412هـ/ يوليو 1991م) ص ص 539-568.
12. «الرماني ورسالته النكت في إعجاز القرآن» المنهل ج11، ع36، مج31 (ذو القعدة 1390هـ).
13. «سبل التعاون بين المكتبات الجامعية السعودية في بناء المجموعات» مكتبة الإدارة، مج 15، ع1 (محرم 1408هـ/ أغسطس 1987م)، ص ص 7-26.
14. «الشلي وكتابه عقد الجواهر والدرر» الدارة، س5، ع4 (رجل 1400هـ/ يونيه 1980م) ص ص 277-286.
15. «الطباعة العربية في أوروبا في القرن التاسع عشر» عالم الكتب، مج15، ع5، (الربيعان 1415هـ/ سبتمبر - أكتوبر 1994م) ص ص 500-507.
16. «الطباعة العربية في إيطاليا» الفيصل،
17. «الطباعة العربية في قازان» عالم الكتب، مج15، ع5، (الربيعان 1415هـ/ سبتمبر - أكتوبر 1994م) ص ص 508-515.
18. «عبد العزيز الرفاعي ومفكرة عام 1950م» عالم المخطوطات والنوادر، مج1، ع2 (رجب - ذو الحجة 1417هـ)، ص ص 467-480.
19. «عرب آسيا الوسطى» المنهل، ج11، س37، مج32 (محرم 1391هـ).
20. «العلامة السيد ثابت بن فيض العلوي» المنهل، س36، مج13، ج32 (ذو الحجة 1390هـ - فبراير 1971م) ص ص 1412-1413.
21. «عمر عبد الجبار وكتابه السير والتراجم» الفيصل، س9، ع97 (رجب 1405هـ- أبريل 1985م) ص ص 79-82.
22. «فهرس مؤلفات السيوطي المنسوخ في عام 903، دراسة وتحقيق» عالم الكتب، مج 12، ع2 (شوال 1411هـ/ مايو 1991م) ص ص 232-248.
23. «فن التصوير في المخطوطات العربية» ملف الثقافة والفنون (1398هـ/ 1978م) ص ص 41-51.
24. «قائمة بالرسائل التي نوقشت في الجامعة السعودية ومنح أصحابها درجة الماجستير أو الدكتوراه (1389-1400هـ)» عالم الكتب، مج2، ع2 (شوال 1401هـ/ أغسطس 1981م).
25. «القصة والمسرحية في المملكة العربية السعودية ببليوجرافيا» عالم الكتب، مج4، ع1 (ربيع الآخر 1401هـ - فبراير 1981م) ص ص 555-563.
26. «كريمة المروزية: عالم مكة في القرن الرابع الهجري» الفيصل، ع10 (ربيع الثاني 1398هـ).
27. «كشاف مجلة المجمع العلمي الهندي» عالم الكتب، مج5، ع4 (ربيع الآخر 1405هـ - يناير 1985م) ص ص 749-754.
28. «المجلات الثقافية الشهرية في المملكة العربية السعودية» الفيصل، س9، ع103 (محرم 1406هـ - 1985م) ص ص 55-62.
29. «محمد رسول الله [: ببليوجرافيا مختارة» بالاشتراك مع جعفر التاي، عالم الكتب، مج1، ع3 (المحرم 1401هـ - نوفمبر 1980م) ص ص 336-377.
30. «المسلمون في الاتحاد السوفيتي» الفيصل، س10، ع114 (ذو الحجة 1406هـ/ 1986م) ص ص 41-45.
31. «مجموعات المخطوطات العربية في العالم الإسلامي: تصنيف مبدئي» عالم المخطوطات والنوادر، مج1، ع1 (المحرم - جمادى الآخرة 1417هـ) ص ص 6-23.
32. «مشكلة العنوان في مؤلفات السيوطي وأثرها في اضطراب عددها بين الدارسين» في: الإمام جلال الدين السيوطي - الاحتفاء بذكرى مرور خمسة قرون على وفاته . ــ الرباط: المنظمة الإسلامية للتربية والعلوم والثقافة، 146هـ/ 1995م) ص ص 135-150.
33. «المطبعة الميديشية في روما 1584-1610م» مجلة مكتبة الملك فهد الوطنية، مج1، ع1 (محرم - رجب 1416هـ) ص ص 166-182.
34. «معالجة موضوعات اللغة العربية في التصانيف العربية» عالم الكتب، مج12، ع3 (محرم 1412هـ - أغسطس 1991م) ص ص 346-357.
35. «معجم المسرحيات العربية والمعربة ليوسف داغر» عالم الكتب، مج1، ع1 (رجب 1400هـ - مايو 1980م) ص ص 96-98.
36. «المفجع البصري» المنهل، ج4، 5، س39 (ربيع الثاني 1393هـ).
37. «ملامح من تاريخ تجارة الكتب في الإسلام» العصور، مج1، ج1 (يناير 1986م - جمادى الأولى 1406هـ) ص ص 71-78.
38. «ناصر الدين عبيد الله احرار» المنهل، ج2، س37، مج32 (صفر 1391هـ).
39. «النشرة العربية للمطبوعات 1981م والنتاج الفكري للمملكة العربية السعودية» حولية المكتبات والمعلومات (جامعة الإمام) مج1 (1405 - 1406هـ) ص ص 51-102.
40. «وثيقة اتفاق بين علوية باهارون العلوي وعبد الله بن محمد زين العابدين العباسي الخليفتي على نظارة وقف»، تحقيق: يحيى محمود بن جنيد، عالم المخطوطات والنوادر، مج9، ع1 (المحرم - جمادى الآخرة 1425هـ) ص ص 192-199.
41. «وقفية الإمام عبد العزيز بن محمد بن سعود» عالم المخطوطات والنوادر، مج1، ع2 (رجب - ذو الحجة 1417هـ) ص ص 453-458.

### بحوثه في الندوات والمؤتمرات
1. «تحقيق المخطوطات واستخدام الوسائل الإلكترونية» في: دورة تحقيق المخطوطات . ــ دبي: مركز جمعة الماجد، 1420هـ.
2. «التصوير والزخرفة في المخطوطات العربية» في: الدورة التدريبية الدولية عن صناعة المخطوط العربي الإسلامي . ــ دبي: مركز جمعة الماجد للثقافة والتراث، 26 ذو الحجة 1417هـ إلى 9 محرم 1418هـ، 43 ص.
3. «طرائق فهرسة المخطوطات العربية بين النظرية والتطبيق» في: الدورة التدريبية الدولية عن صناعة المخطوط العربي الإسلامي . ــ دبي: مركز جمعة الماجد للثقافة والتراث، 26 ذو الحجة 1417هـ إلى 9 محرم 1418هـ.
4. «فهرسة وتصنيف الوثائق» في: الدورة التدريبية الدولية عن صناعة المخطوط العربي الإسلامي . ــ دبي: مركز جمعة الماجد للثقافة والتراث، 26 ذو الحجة 1417هـ إلى 9 محرم 1418هـ.
5. «كليلة ودمنة، نسخة الملك فيصل بن عبد العزيز» محاضرة ألقيت في دار الآثار الإسلامية بالكويت 1426هـ (معدة للنشر).
6. «مقامات الحريري المصورة» محاضرة ألقيت في مركز زايد للتراث والثقافة في جامعة الإمارات العربية المتحدة بالعين (معدة للنشر).
7. «لوراقة: دراسة في المفهوم والمصطلحات» في: الدورة التدريبية الدولية عن صناعة المخطوط العربي الإسلامي . ــ دبي: مركز جمعة الماجد للثقافة والتراث، 26 ذو الحجة 1417هـ إلى 9 محرم 1418هـ، 43 ص.

## صفاته وشمائله
- وصفه العلامة أبو عبد الرحمن ابن عقيل الظاهري بقوله: «لا أعلم مثل أخي الدكتور يحيى محمود بن جنيد في عمل مشرق جمع بين الدَّأَب الذي لا يعرف الملل، والصمت البعيد عن الأضواء؛ وذلك فيما يجلبه من النفائس الثرية في الدوائر التي عمل فيها، وفيما يختاره ويرشِّحه مما طُبع ويطبع في الدوائر التي عمل فيها أيضًا.. جاء أخي يحيى إلى مكتبة الملك فهد الوطنية منذ إنشائها بصمت، وغادرها بعد اكتمالها بصمت.. غادر المكتبة وكأنَّ عمرها مئة عام، وهي وليدة بضع سنوات.. لقد أصبحت مشحونة بالنفائس والنوادر من الوثائق والمخطوطات والكتب والدوريات كمًّا وكيفية معًا، ولم نسمع لذلك أدنى ضجيج إعلامي.. الدكتور يحيى كان على طبع لم يتغيَّر منذ عرفته؛ كان زاهدًا في الدنيا لا يقيم لها وزنًا، ويكتفي برُوَيتِبه، ويفرِّقه قبل آخر الشهر على أعبائه راضيًا بالكفاف، وهي ميزة أغبطه، ويغبطه غيري عليها».[23]
- كشف الكاتب عبد الله الماجد عن المحبَّة التي حظي بها قائلًا: «ما من أحد تعرَّف عليه إلا وأحبَّه وألفه، فهو من أولئك البشر الذين يفرضون أُلفتهم ومحبتهم، دونما عناء مصطنع. في طبعه تلقائية بدائع الحياة ومحاسن صنائعها.. يُذكرك حينما تره منكبًّا على عمله، بأولئك الذين سمعتَ عنهم ولم ترَهم ممَّن صنعوا المعجزات، فآثرهم التاريخ وخلَّد أعمالهم. حينما أراه في صومعة عمله وقد انقطع عمَّا حوله في توحُّد عجيب، فإنما هو يعمل ما سوف يكون جسرًا ممدودًا مع الحياة. يذكِّرني برموز من أمثال حاجي خليفة، وابن النديم، وابن أبي أُصَيبعة، وياقوت الحَمَوي، وابن خَلِّكان، ويوسف سَركيس، وعمر رضا كحَّالة، وخير الدين الزِّرِكْلي، وشيخه وشيخي أبي عبد الرحمن بن عقيل. ولم يكن هذا "الرِّباط المقدَّس" في حياته، صنيعةَ تظاهرة من ألوان النفاق الاجتماعي، فما هو مُعلن من أمجاده يتضاءل كثيرًا مع ما خفي من تلك الأمجاد، التي لا يعرفها إلا القليل من المقرَّبين منه، ممَّن كانوا يتصيَّدون وقائع أعماله خُلسة، فقد كان يتبرَّم ويأنف أن يعلن عمَّا يعمله.. هذا "الناسك" الذي أتحدَّث عنه هو الدكتور يحيى محمود بن جنيد».[24]
- أشاد تلميذه الباحث أمين سليمان سيدو في كتابه "يحيى محمود بن جنيد جليس الكتب وأنيس المكتبات" بمزاياه، وممَّا قاله: «يحيى بن جنيد علَمٌ بارز من أعلام المكتبات والمعلومات في العالم العربي، وإذا ما عُدَّ خمسة من أعلام المكتبات والمعلومات والتوثيق في العالم العربي كان ابن جنيد واحدًا منهم بلا منازع، لأنه صاحبُ بصمة علمية مميزة في فضاء الإنتاج الفكري المنشور في هذا المجال، وصاحب رؤية واضحة في توجيه قافلة الثقافة في هذه البلاد وَفقَ مسارها الصحيح الذي لا ينفصِم عن ثوابت الفكر والمعتقد اللذَين جُبلت عليهما هذه الأمَّة منذ الرسالة المحمَّدية الخالدة.. وأخلص كل وقته واهتمامه وعلمه لتطوير المكتبات والنهوض برسالتها الثقافية والعلمية والتعليمية في المملكة.. حتى أصبح أسلوبه الإداري المقرون بالعمل الجادِّ في المكتبات يُقتدى به. وهو صاحب مدرسة فكرية توفيقية تجمع بين التراث بأصالته والمعاصرة بجمالياتها.. أجل فابن جنيد صاحب مشروع ثقافي كبير وطموح، لا في مجال تخصُّصه في علوم المكتبات والمعلومات والتوثيق فحسب، وإنما في مجال التراث الثقافي العربي والإسلامي المنشور منه عامَّة، والمخطوط منه خاصَّة.. أمَّا الجانب الإنساني فالذاكرة تختزن في طيَّاتها كمًّا لا بأس به عن جهوده الكثيرة في أعمال الخير، ومساعدته للفقراء والمحتاجين، وأدرك أنني لو أبحث هذه المعلومات لضاق صدرُ فاعلها».[6]
- أبرز الباحث المؤرِّخ محمد عبد الرزاق القشعمي مكانته الرفيعة فقال: «أبو حيدر غني عن التعريف، فهو العالم والمفكِّر والإنسان، فقد أسهم إسهامًا كبيرًا في تشييد بيوتات الثقافة والمكتبات، ودور العلم والمعرفة في هذه البلاد، وأخلص حياته خادمًا للعلم وطلَّابه.. وهو الزاهد المتبتِّل المبتعد عن الأضواء أو أماكن التسلية، فوقته كله للعمل المثمر الجادِّ».[4]
- بيَّن الكاتب منصور إبراهيم الدخيل صدقَ المواطنة عنده فكتب: «المواطنة الحقيقية هي التي تؤكد الانتماء للوطن من ردِّ الجميل إليه وتسخير الطاقات لخدمته ونكران الذات من أجله، إنه الوطن الذي يجب أن يكون حاضرًا معنا في حياتنا كلها باستشعار المُثُل والمعاني السامية للمواطنة. وعندما أتحدَّث عن الأستاذ الدكتور يحيى بن محمود بن جنيد فإنني أقرأ ويقرأ معي كل مواطني هذا البلد المواطنة المثالية والمتميِّزة في شخصيته، بتفاعله مع وطنه في منهجية علمية فريدة.. إن الحديث عن هذه الشخصية الوطنية يحتاج إلى مئات الصفحات لأنه فعلًا ابن الوطن البار الذي أحبَّ الوطن فأحبَّه الوطن».[25]

## تكريمه وجوائزه
حاز جائزة الملك فيصل العالمية للدراسات الإسلامية عام 1418 هـ / 1998م بالاشتراك مع عبد الستار الحلوجي. وتبرع بقيمة الجائزة المادية لجمعية الأطفال المعوقين في المدينة المنورة.

## حياته الشخصية
تزوَّج الدكتور يحيى بن جنيد زوجتين، هما:
خيرية السقَّاف (ولدت 1951م)، الأديبة الكاتبة القاصَّة، المتخرِّجة في قسم اللغة العربية وآدابها بجامعة الملك سعود، والحاصلة على الدكتوراه من جامعة الإمام محمد بن سعود، والأستاذة في جامعة الملك سعود، ولها مؤلفات منشورة. وله منها ثلاثة أبناء هم: حيدر، ومحمد، ومعين. وابنة اسمها إباء.
ودلال الحربي المؤرِّخة السعودية، عضو مجلس الشورى، الحاصلة على دكتوراه من قسم التاريخ في كلية التربية للبنات، والأستاذة في قسم التاريخ بجامعة الأميرة نورة بنت عبد الرحمن، ولها مؤلفات وبحوث منشورة.
ومن أشقائه التربوي البارز الدكتور بهجت بن محمود جنيد رحمه الله. 